# Фросеј
Фросеј (фр. Frausseilles) насеље је и општина у јужној Француској у региону Миди Пирене, у департману Тарн која припада префектури Алби.
По подацима из 2011. године у општини је живело 94 становника, а густина насељености је износила 16,01 становника/km². Општина се простире на површини од 5,87 km². Налази се на средњој надморској висини од 280 метара (максималној 301 m, а минималној 205 m).

## Демографија
| 1962. | 1968. | 1975. | 1982. | 1990. | 1999. | 2011. |
| ----- | ----- | ----- | ----- | ----- | ----- | ----- |
| 143   | 147   | 121   | 116   | 100   | 85    | 94    |

График промене броја становника у току последњих година